# Георгије Јанићијевић
Георгије Јанићијевић  (XIX век) био је српски сликар и живописац.

## Уметничко дело
Георгије Јанићијевић је по наруџбини књаза Милоша насликао 11 икона за иконостас манастира Раванице и једну икону кнеза Лазара као свој поклон овом манастиру.